# 特列伊穆斯大屠杀
特列伊穆斯大屠杀（阿拉伯语：مجزرة التريمسة）是在2012年7月12日，发生于敘利亞哈马省特列伊穆斯的一场军事行动与屠杀事件。事件起初由反对派报道，后来联合国觀察員於2012年7月14日發表聲明，表示敘利亞軍方主要針對反政府叛軍和活動人士的住屋，對此BBC表示與最初反對派聲稱是針對平民的屠殺有矛盾。

## 事件
由于敘政府軍一支車隊在哈马附近遭到反對派伏擊，导致敘軍決定進行反擊，以夺回反对派控制的该地区。
哈马的LCC与叙人权观察SOHR报道，政府军与沙比哈在坦克和武装直升机的掩护下，在反对派撤退后进入了该地，超过100多人在集体处决中遇难。最初报道死亡人数为100多人，后来死亡人数上升到220人至250人。在当局部队离开之后，有超过150具遗体在当地的清真寺被发现。周围许多建筑明显受到了炮击并损毁。
SOHR报道说遇难者中有不少反对派士兵，其中包括陆军中尉Ibrahim Zuait al-Tarkawai。SOHR报道总的死亡人数是150，目前只有40人的真实身份得到确认。一名逃离该地的村民表示，阿拉维派武装分子在反对派撤退后进入该地实施了大屠杀。生还者说许多房屋甚至清真寺都被政府军点燃。
一名反对派成员说：“很明显在反对派退却后，支持政府的阿拉维派武装分子（沙比哈）包围了该地，之后展开了杀戮行动。几乎所有的房屋都因炮击而被毁和燃烧。”
另一人说：“在凌晨六点，超过800名阿薩德部隊在重型火炮的支援下包围了该村，炮击发生后，人们逃离他们的住所前往学校和清真寺寻找掩护。阿萨德部队也炮轰学校与清真寺，大量建筑被毁的同时也造成大量伤亡。沙比哈也进村屠杀了许多无辜的村民。”
叙政府否认是政府军做的，并说是“武装黑帮成员”干的，还有三名安全部队士兵在交火中被杀。敘利亞政府起初表示有50名平民遇難，不过后来撤回先前的宣稱並否認有平民在事件中死亡，说“政府军针对反对派展开了一次特别行动，并打死与俘获许多反对派成员”，没有平民在行动中死亡。
截止晚上，叙利亚全国委员会一名成员宣稱总计305人死亡。一名当地活动家说他已经确认了74人被杀，其中20人的名字得到确认。另一人提供了103位遇难者的名单。其他组织给出的死亡数字也都在100人以上。

## 事后
科菲·安南证实叙軍使用坦克、攻击直升机等重武器实施了这次袭击行动。他要求暂时停火以让监督员能够进入该地进行调查。
监督团负责人Robert Mood说，敘軍于7月13日继续对该镇进行攻击行动。

## 各方反应

### 国内
- 叙利亚政府表示，“哈马惨案是武装分子在联合国安理会就叙利亚问题举行磋商前对叙利亚政府的又一次栽赃陷害。”[31]

### 国际
- 中華人民共和國外交部发言人刘为民7月14日答记者问说，“中方强烈谴责任何残害无辜平民的行为，希望有关事件得到彻底调查，凶手得到应有惩罚。”[32]

## 外部連結
- 地理坐标： 35°16′23″N 36°30′17″E / 35.27306°N 36.50472°E
- Timeline: Syria's massacres （页面存档备份，存于） as provided by BBC News, 13 July 2012

Template:叙利亚内战